# Селено

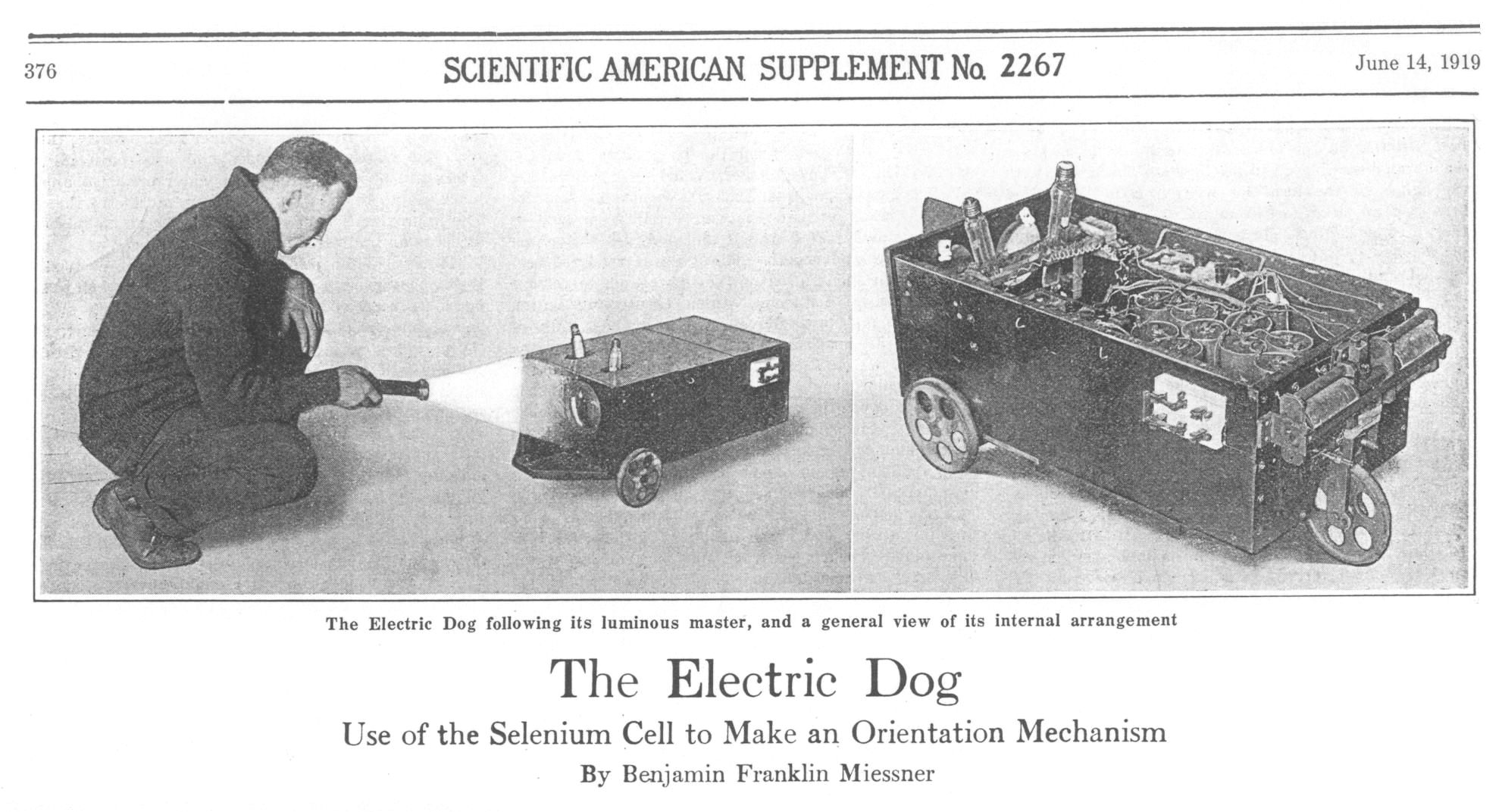
Внешний вид. Фотографии из статьи Мисснера 1919 года

«Селе́но» (англ. Seleno), или «электрическая собака» (англ. Electric dog) — опытный самодвижущийся аппарат на электрическом ходу, построенный в 1912 году Джоном Хаммондом и Бенджамином Мисснером — первый рукотворный аппарат, продемонстрировавший активный фототропизм. «Селено» служил платформой для испытания изобретённой Хаммондом оптической головки самонаведения перспективного автоматического миноносца («надводной торпеды»). Выбранная Хаммондом оптическая схема и примитивная релейная система управления оказались неработоспособными. «Селено» мог уверенно передвигаться лишь под управлением человека-оператора, вооружённого фонариком-указкой, но при этом не нуждался ни в механической, ни в электрической связи с оператором.

## История разработки
В начале XX века изобретатели и военные власти разных стран разрабатывали опытные образцы телеуправляемой военной техники. В 1910 году работу над радиоуправляемым миноносцем начал 22-летний американский предприниматель Джон Хаммонд (младший) — сын горнозаводчика-миллионера Джона Хаммонда (старшего). Направление работ Хаммонду подсказал деловой партнёр его отца Никола Тесла; от непосредственного участия в проекте Хаммонда Тесла отказался. В 1911 году Хаммонд пригласил в проект студента Гарвардского университета Бенджамина Мисснера, который в 21 год заслужил репутацию талантливого радиоинженера. В течение года Хаммонд и Мисснер отладили радиоприёмные цепи и исполнительные механизмы радиоуправляемого катера, а затем Хаммонд загорелся идеей полностью автоматического, самонаводящегося на цель оружия.
Флоты того времени не располагали ни радио-, ни гидролокаторами. Единственным способом обнаружения противника был визуальный контакт, а обнаружить противника ночью можно было, лишь подсветив его мощными прожекторами. Идеальным способом ночного нападения на вражеский флот, решил Хаммонд, был бы автоматический миноносец («надводная торпеда»), самонаводящийся на свет прожектора. В публичных заявлениях 1911 года Хаммонд утверждал, что может сделать миноносец нечувствительным к ослеплению врагом, что предположительно означало активную подсветку цели собственным излучателем модулированного света. На практике же Хаммонд ограничился пассивным наведением на вражеский прожектор.
Необходимые для постройки миноносца Хаммонда исполнительные механизмы и фотоэлементы уже существовали, требовалось «всего лишь» создать оптическую головку самонаведения. Запатентованная Хаммондом стереоскопическая головка содержала два селеновых фотоэлемента, ориентированных в одном направлении и разделённых непрозрачной либо матовой перегородкой. Разница фототоков левого и правого фотоэлементов усиливалась электромагнитным реле, замыкавшим электропривод рулей в положении «полный вправо» либо «полный влево». Пропорциональное управление в такой системе было невозможно, но намного худшими недостатком проекта Хаммонда были неудовлетворительная чувствительность релейной схемы (электронных усилителей ещё не существовало) и низкая угловая разрешающая способность стереопары на дальних и средних дистанциях боя. Однако по мере приближения торпеды к цели — если направление пуска было выбрано верно — разрешающая способность и точность наведения непрерывно росли.
В течение 1912 года Хаммонд и Мисснер построили и отладили демонстрационную модель самонаводящегося автомата — наземную самодвижущуюся тележку со стереоскопической головкой самонаведения, получившую имя «Селено». В ноябре 1912 года изобретатели расстались из-за спора о праве на патенты. И Хаммонд, и Мисснер рассматривали изобретательство как бизнес, как инвестиции в будущие состояния, и ни один из них не был готов к компромиссу. Юридический приоритет на изобретение остался за Хаммондом, зато Мисснер, будучи плодовитым автором научной и популярной литературы, внедрил в общественное сознание собственную версию событий. По версии Мисснера, первую «электрическую собаку» построил именно он при участии Хаммонда; по мнению биографа Теслы Марка Сайфера, всё было наоборот: Мисснер лишь помогал Хаммонду в отладке его изобретения.

## Устройство
Первый образец «Селено» никогда не демонстрировался широкой публике. В 1915 году Мисснер самостоятельно построил его копию, опубликовал подробные схемы его устройства и неоднократно демонстрировал его в ходе собственной рекламной кампании. «Электрическая собака» Мисснера представляла собой простую тележку прямоугольной формы на трёх колёсах. Два передние колеса были ведущими; заднее, управляемое, колесо было установлено на поворотной вилке велосипедного типа. Рулевая машинка состояла из пары соленоидов, поворачивавших вилку влево-вправо, и пары пружин, возвращавших вилку в нейтральное положение. Соленоиды и тяговый электродвигатель передней оси питались от общего аккумулятора, две сухие батареи подавали высокое напряжение на левый и правый фотоэлементы.
Селеновые фотоэлементы размешались внутри корпуса тележки, за примитивными однолинзовыми конденсорами, и были отделены друг от друга полупрозрачным экраном. Фототок каждого фотоэлемента замыкался через обмотку реле малой мощности; ток через контакты этих реле замыкался через обмотки реле большой мощности. При засветке обоих фотоэлементов «собака» двигалась прямо, при засветке одного фотоэлемента — вправо либо влево. Релейное управление практически исключало следование «собаки» за естественными источниками света: её «рефлексы» проявлялись лишь тогда, когда человек-оператор (обычно в этой роли выступал сам Мисснер) намеренно направлял луч фонарика в один из двух фотоэлементов. Мисснер и не пытался скрыть это: реальная «собака» не была полноценным самонаводящимся автоматом, она лишь реагировала на подаваемые человеком сигналы. По предположению Эверетта и Тоскано, «собака» могла бы самостоятельно следовать за достаточно мощным источником света, но делала бы это зигзагами, регулярно промахиваясь мимо цели. Более-менее точное самонаведение невозможно без пропорционального управления.

## Реакция публики и учёных
Несмотря на примитивное, несовершенное устройство и игрушечный внешний вид, автомат Мисснера надолго привлёк внимание современников. Внимание прессы было обусловлено военным назначением «собаки»: в Европе шла Первая мировая война, публика невоюющих ещё США живо интересовалась перспективными образцами оружия. Мисснер регулярно напоминал читателям, что его автомат — наземный прототип таинственной автоматической торпеды Хаммонда: «в ближайшем будущем электрическая собака, ныне безвредная, станет настоящим псом войны: бесстрашным, бессердечным, лишённым человеческих чувств и неподвластным обману…».
В академической среде Мисснер нашёл влиятельного покровителя в лице Жака Лёба. Мисснер с самого начала эксплуатировал имя популярного физиолога в своих статьях, сравнивая принцип действия своего автомата с рефлексами животных в изложении Лёба. Лёб, тридцать лет исследовавший тропизм простых организмов, рассматривал их как простые автоматы,  как «химические машины, способные к самостоятельному развитию, самосохранению и размножению». «Химические машины» Лёба принципиально отличались от рукотворных механических автоматов: последние, в отличие от живых организмов, не могли обмениваться информацией с окружающей средой. Автоматы Хаммонда и Мисснера, писал Лёб, заполнили пропуск в его теории и окончательно доказали её. В понимании Лёба создание машины, действовавшей по принципам, которые учёный приписывал живым организмам, и было таким доказательством.
Благодаря Лёбу, описавшему «электрическую собаку» в своей монографии 1918 года (Forced movements, tropisms, and animal conduct), изобретение привлекло внимание и биологов, и философов. Джордж Крайл писал, что появление «собаки» Мисснера и торпеды Хаммонда — своего рода «модельных организмов» — способно упростить понимание не только элементарных рефлексов, но и более сложных явлений жизни животных. Джулиан Хаксли считал «собаку» одним из аргументов против антропоморфизации животных. Сам же Мисснер, скорее всего, не понимал и не разделял теорию Лёба, и не мог отказаться от привычного, бытового очеловечивания животных: в описании Мисснера даже ночная бабочка, летящая на источник света, испытывает боль.